# Eugen Cizek
 (février 2013).
Si vous disposez d'ouvrages ou d'articles de référence ou si vous connaissez des sites web de qualité traitant du thème abordé ici, merci de compléter l'article en donnant les références utiles à sa vérifiabilité et en les liant à la section « Notes et références ».
Eugen Cizek, né le 24 février 1932 et mort le 16 décembre 2008 à Bucarest, est un historien de l'antiquité romaine et philologue roumain.
Il a été professeur universitaire à la Faculté des Langues et Littératures de l'université de Bucarest.

## Biographie
Eugen Cizek est né le 24 février 1932 à Bucarest. En 1955, il est diplômé de philologie classique de la Faculté de Lettres de l'Université de Bucarest. En 1968, il devient docteur en philologie, de la même Université de Bucarest.;  puis docteur en lettres de l'Université de Lyon II en 1973.
Membre de l'union des écrivains roumains, Eugen Cizek a été président de la Société des études classiques de Roumanie, membre honoraire de l'Académie des sciences, des lettres et des arts de Lyon, membre de la Société des études latines de Paris et membre correspondant de l'Académie de Barcelone.
Eugen Cizek a enseigné en France à l'université de Lyon II (1994) et a collaboré entre 1973 et 1998 à plusieurs publications françaises académiques dont "Bulletin de l'association Guillaume Budé", "La Revue des études anciennes".
- L'époque de Néron et ses controverses idéologiques, Leyde, E. J. Brill, 1972.
- Structure et idéologies dans les "Vies des douze Césars" de Suétone, Les Belles Lettres, 1977.
- (ro) Eugen Cizek, Scriitori greci și latini, Bucarest, Editura Științifică și Enciclopedică, 1978.
- Eugen Cizek, Néron, Paris, Fayard, 1982 (ISBN 978-2-213-01131-8).
- L'époque de Trajan. Circonstances politiques et problèmes idéologiques, Editura Stiintifica si Enciclopedica, Bucarest-Paris, 1983[5].
- (ro) Eugen Cizek, Evoluția romanului antic, Bucarest, Editura Univers, 1987.
- Eugen Cizek, Mentalités et institutions politiques romaines, Paris, Fayard, 1991 (ISBN 978-2-213-02566-7)[6].
- Eugen Cizek, L'empereur Aurélien et son temps, Paris, Les Belles Lettres, coll. « Collection Histoire », 1994, 310 p. (ISBN 978-2-251-38026-1).
- Histoire et historiens à Rome dans l'Antiquité, Presses Universitaires de Lyon, 1995.
- (ro) Eugen Cizek, Istoria literaturii latine vol. I+II, Editura Corint, 2003.
- "Pouvoir et religions sous le règne d'Aurélien", in X. Loriot, A. Bérenger-Babel, B. Klein (dir), Pouvoir et religion dans le monde romain, Paris, PUPS, 2006.
- (ro) Eugen Cizek, L'empereur Titus, Bucarest, Paideia, 2006.